# Dermatocrani
El dermatocrani és un conjunt de peces d'os dèrmic que constitueixen el sostre dèrmic, els paladars i les peces operculars i branquiostegues del crani dels vertebrats. Les crestes neurals indueixen la formació de les peces dèrmiques.

## Peces operculars i branquiòstegs
Són úniques de teleòstoms i les trobem reduïdes o absents en tetràpodes. S'ubiquen en la regió del segment de l'arc hioideu.
Es distingeixen quatre peces operculars: preopercle, interopercle, subopercle i opercle.

## Paladars

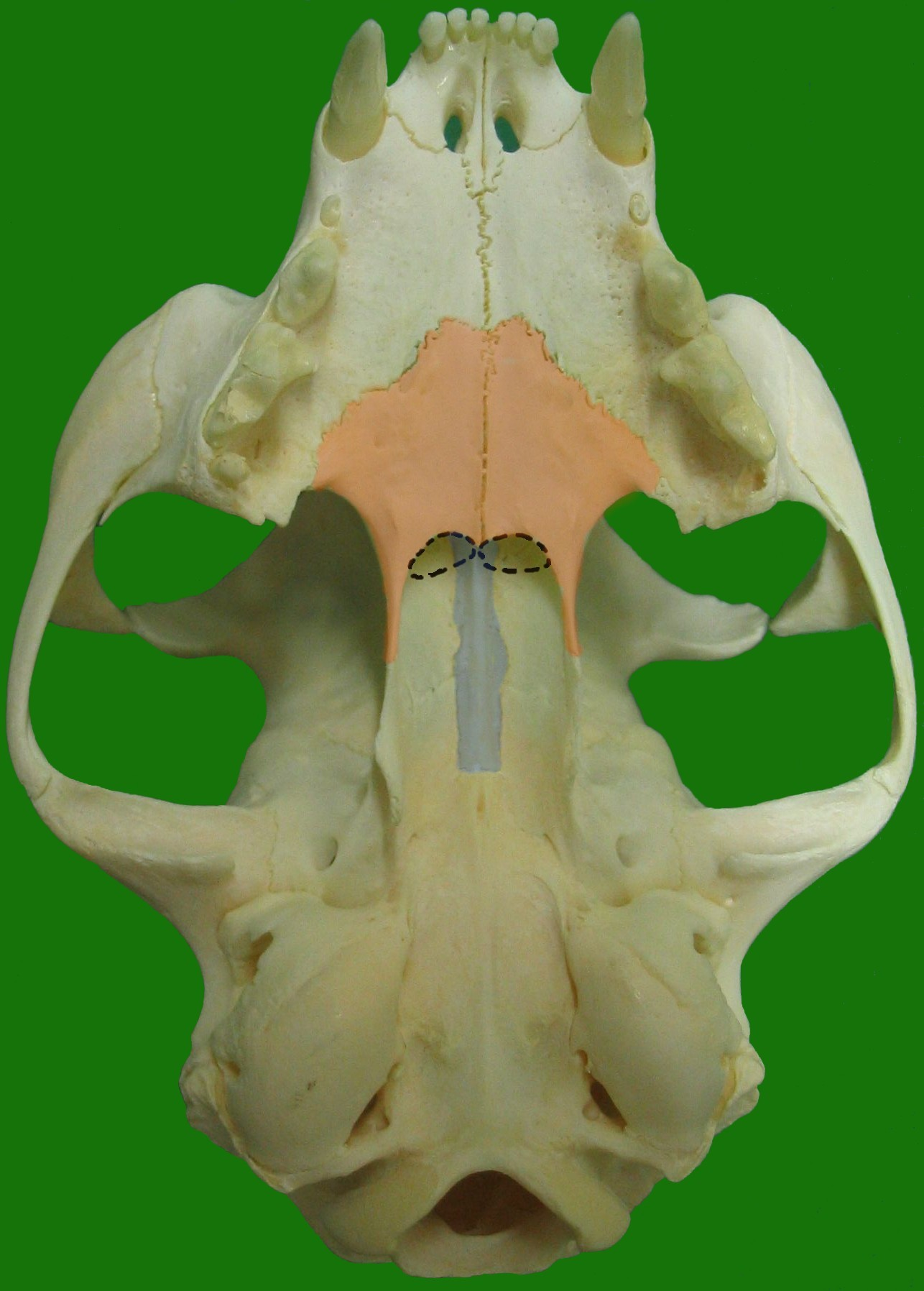
Paladar de gat. En blau el vòmer, en vermell els palatins i encerclades les coanes.

Hi ha dos tipus de paladars: el primari i secundari. El paladar primari presenta un nombre elevat de peces: 2 vòmers, 2 pterigoides, paraesfenoides, 2 palatins i 2 ectopterigoides.

### Paladar secundari
El paladar secundari és una estructura que s'afegeix al primari, apareix pel creixement de peces del sostre dèrmic. Desplaça les coanes cap enrere i és anàleg a les estructures faríngies de les llampreses. És propi de quelonis, cocodrilians i sinàpsids. Està constituït per tres peces: maxil·lars, premaxil·lars i palatins.

### Paladar d'aus
En paleognates el vòmer està molt desenvolupat i en contacte amb els palatins, el paraesfenoides i els pterigoides. Aquest tipus de paladar també és present en l'estadi embrionari de les neògnates.
En neognates el vòmer està reduït i en contacte només amb els palatins.

## El sostre dèrmic

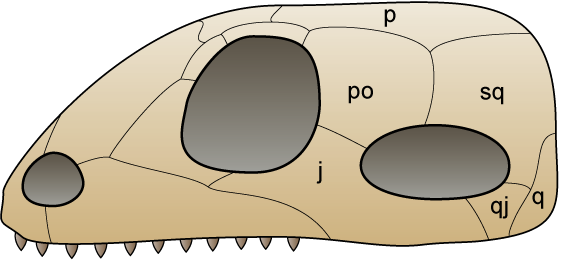
Ossos del sostre dèrmic. p: parietal, po: postorbital, sq: escamós, qj: quadrat-jugal, j: jugal. q (quadrat) pertany al esplacnocrani.

El sostre dèrmic serveix com a punt d'inserció de la musculatura mandibular.